# Chang Shin-Lung
Chang Shin-Lung (16 de marzo de 1976) es un deportista taiwanés que compitió en taekwondo. Ganó una medalla de plata en el Campeonato Asiático de Taekwondo de 1998 en la categoría de –70 kg.

## Palmarés internacional
| Representando a China Taipéi |                              |                  |           |
| Campeonato Asiático          |                              |                  |           |
| Año                          | Lugar                        | Medalla          | Categoría |
| 1998                         | Ciudad Ho Chi Minh (Vietnam) | Medalla de plata | –70 kg    |